# Inside (valóságshow)
Az Inside (stilizálva: InSIDE) valóságshow, amit a Sidemen brit YouTube-csoport rendezett, először 2024 júniusában. A sorozatba tíz – a második évadtól tizenkettő – hírességet hívnak meg, akik egy millió fontért versenyeznek hét nap folyamán. Ebből a pénzösszegből kell költeniük, ha a hét során bármit csinálni vagy vásárolni akarnak.
2024 novemberében a Sidemen bejelentette, hogy a második évad a Netflixre fog érkezni, az Inside USA sorozattal együtt, amerikai résztvevőkkel.

## Közvetítés
Az első évad első és utolsó része a Sidemen YouTube-csatornáján volt közvetítve, míg a másodiktól a hatodikig minden epizódot a MoreSidemenre töltöttek fel. Ezek mellett a részek hosszabb verziói megjelentek a Side+ streaming szolgáltatáson is.
A második évadtól a show a Netflixen kerül megjelenésre.

## Epizódok
| Évad | Évad | Napok | Résztvevők | Győztes(ek)                     | Epizódok | Epizódok | Eredeti sugárzás  | Eredeti sugárzás  | Eredeti sugárzás | Végső összeg |
| Évad | Évad | Napok | Résztvevők | Győztes(ek)                     | Epizódok | Epizódok | Évadpremier       | Évadfinálé        | Eredeti adó      | Végső összeg |
| ---- | ---- | ----- | ---------- | ------------------------------- | -------- | -------- | ----------------- | ----------------- | ---------------- | ------------ |
|      | 1    | 7     | 10         | Chloe Burrows és Manrika Khaira | 8        | 8        | 2024. június 2.   | 2024. június 9.   | YouTube Side+    | £151 458     |
|      | 2    | 7     | 12         | Cinna PK Humble Mya Mills       | 8        | 8        | 2025. március 17. | 2025. március 23. | Netflix          | £293 672     |

## Résztvevők

### Első évad
Résztvevők
| Név            | Életkor | Ismertség                            | Szülőváros | Első nap | Utolsó nap | Eredmény | For.  |
| -------------- | ------- | ------------------------------------ | ---------- | -------- | ---------- | -------- | ----- |
| Chloe Burrows  | 28      | televíziós személyiség               | Bicester   | 1        | 7          | Győztes  | [ 4 ] |
| Manrika Khaira | 28      | A The Circle sorozat szereplője      | Birmingham | 1        | 7          | Győztes  | [ 5 ] |
| Olivia Bentley | 28      | A Made in Chelsea sorozat szereplője | Chelsea    | 1        | 7          | 3.       | [ 6 ] |
| Fanum          | 26      | Twitch-streamer                      | New York   | 1        | 7          | 4.       | [ 7 ] |
| Specs González | 43      | TikToker és komikus                  | London     | 1        | 7          | 5.       | [ 5 ] |
| Nifè           | 28      | táncos                               | London     | 1        | 6          | Kiesett  | [ 5 ] |
| Castillo       | 35      | internetes személyiség és rapper     | London     | 1        | 6          | Kiesett  | [ 5 ] |
| Angry Ginge    | 22      | Streamer és internetes személyiség   | Salford    | 1        | 6          | Kilépett | [ 4 ] |
| Leah Halton    | 23      | influenszer                          | Melbourne  | 1        | 4          | Kiesett  | [ 7 ] |
| Joe Weller     | 28      | Youtuber és ökölvívő                 | Eastbourne | 1        | 3          | Kiesett  | [ 7 ] |

Szavazás
Egyes napokon a résztvevők szavazhattak, hogy kit akartak kiejteni a sorozatból.
|          | 3. nap | 4. nap           | Döntetlen szavazás | 5. nap           | 6. nap            | 7. nap Döntő      | 7. nap Döntő      |
| -------- | ------ | ---------------- | ------------------ | ---------------- | ----------------- | ----------------- | ----------------- |
| Chloe    | Joe    | Nifè             | N/A                | Castillo         | Castillo Nifè     | Győztes (7. nap)  | Győztes (7. nap)  |
| Manrika  | Joe    | Nifè             | N/A                | Castillo         | Castillo Nifè     | Győztes (7. nap)  | Győztes (7. nap)  |
| Liv      | Ginge  | Castillo         | N/A                | Castillo         | Castillo Nifè     | Harmadik (7. nap) | Harmadik (7. nap) |
| Fanum    | Joe    | Liv              | N/A                | Castillo         | Castillo Chloe    | Negyedik (7. nap) | Negyedik (7. nap) |
| Specs    | Joe    | Leah             | N/A                | Castillo         | Nifè Castillo     | Ötödik (7. nap)   | Ötödik (7. nap)   |
| Nifè     | Chloe  | Castillo         | N/A                | Castillo         | Castillo Fanum    | Kiesett (6. nap)  | Kiesett (6. nap)  |
| Castillo | Ginge  | Leah             | Jelölve            | Nifè             | Fanum Chloe       | Kiesett (6. nap)  | Kiesett (6. nap)  |
| Ginge    | Liv    | Leah             | N/A                | Castillo         | Kilépett (6. nap) | Kilépett (6. nap) |                   |
| Leah     | Specs  | Castillo         | Jelölve            | Kiesett (4. nap) | Kiesett (4. nap)  | Kiesett (4. nap)  |                   |
| Joe      | Specs  | Kiesett (3. nap) | Kiesett (3. nap)   | Kiesett (3. nap) | Kiesett (3. nap)  | Kiesett (3. nap)  |                   |
|          |        |                  |                    |                  |                   |                   |                   |

### Második évad
| Név                 | Életkor | Ismertség                        | Szülőváros              | Első nap | Utolsó nap | Eredmény | For.  |
| ------------------- | ------- | -------------------------------- | ----------------------- | -------- | ---------- | -------- | ----- |
| Cinna               | 27      | Twitch-streamer, TikToker        | Virginia Beach          | 1        | 7          | Győztes  | [ 8 ] |
| PK Humble           | 27      | Labdarúgó, TikToker              | Anglia                  | 1        | 7          | Győztes  | [ 8 ] |
| Mya Mills           | 22      | TikToker                         | Anglia                  | 1        | 7          | Győztes  | [ 8 ] |
| DDG                 | 26      | rapper, influenszer              | Pontiac                 | 1        | 7          | 4.       | [ 9 ] |
| George Clarkey      | 24      | TikToker, youtuber               | Hampshire               | 1        | 7          | 5.       | [ 8 ] |
| JasonTheWeen        | 20      | Twitch-streamer                  | Fort Worth              | 1        | 7          | 6.       | [ 8 ] |
| Whitney Adebayo     | 26      | A Love Island sorozat szereplője | Camden Town             | 1        | 6          | Kiesett  | [ 8 ] |
| Farah Shams         | 24      | TikToker                         | London                  | 1        | 6          | Kiesett  | [ 8 ] |
| Milli Jo Mcloughlin | 21      | TikToker, modell                 | Liverpool               | 1        | 5          | Kiesett  | [ 8 ] |
| Patrice Evra        | 43      | labdarúgó, influenszer           | Dakar                   | 1        | 4          | Kiesett  | [ 9 ] |
| Mandi Vakili        | 32      | influenszer                      | Anglia                  | 1        | 3          | Kiesett  | [ 8 ] |
| Dylan Page          | 25      | TikToker                         | Dél-afrikai Köztársaság | 1        | 3          | Kiesett  | [ 8 ] |

Szavazás
Egyes napokon a résztvevők szavazhattak, hogy kit akartak kiejteni a sorozatból.
|         | 3. nap – reggel  | 3. nap – este    | 4. nap           | 5. nap           | 6. nap           | 6. nap           | 7. nap Döntő      | 7. nap Döntő      |
| ------- | ---------------- | ---------------- | ---------------- | ---------------- | ---------------- | ---------------- | ----------------- | ----------------- |
| Cinna   | Nem szavazhatott | Nem szavazhatott | Mya              | George           | Farah Whitney    | Whitney          | Győztes (7. nap)  | Győztes (7. nap)  |
| PK      | Nem szavazhatott | Mandi            | Jelölve kiesésre | Milli            | George Cinna     | Nem szavazhatott | Győztes (7. nap)  | Győztes (7. nap)  |
| Mya     | Nem szavazhatott | Nem szavazhatott | Jelölve kiesésre | Milli            | Whitney George   | Nem szavazhatott | Győztes (7. nap)  | Győztes (7. nap)  |
| DDG     | Dylan            | Nem szavazhatott | Patrice          | Farah            | George Farah     | Nem szavazhatott | Negyedik (7. nap) | Negyedik (7. nap) |
| George  | Nem szavazhatott | Nem szavazhatott | Patrice          | Whitney          | Whitney Farah    | Nem szavazhatott | Ötödik (7. nap)   | Ötödik (7. nap)   |
| Jason   | Nem szavazhatott | Nem szavazhatott | Patrice          | Farah            | Farah Cinna      | Nem szavazhatott | Hatodik (7. nap)  | Hatodik (7. nap)  |
| Whitney | Nem szavazhatott | Nem szavazhatott | Farah            | Milli            | George Jason     | Nem szavazhatott | Kiesett (6. nap)  |                   |
| Farah   | Nem szavazhatott | Nem szavazhatott | Jelölve kiesésre | Milli            | Cinna Jason      | Kiesett (6. nap) | Kiesett (6. nap)  |                   |
| Milli   | Nem szavazhatott | Nem szavazhatott | Mya              | Farah            | Kiesett (5. nap) | Kiesett (5. nap) | Kiesett (5. nap)  |                   |
| Patrice | Nem szavazhatott | Mandi            | Jelölve kiesésre | Kiesett (4. nap) | Kiesett (4. nap) | Kiesett (4. nap) | Kiesett (4. nap)  |                   |
| Mandi   | Nem szavazhatott | Nem szavazhatott | Kiesett (3. nap) | Kiesett (3. nap) | Kiesett (3. nap) | Kiesett (3. nap) | Kiesett (3. nap)  |                   |
| Dylan   | Nem szavazhatott | Kiesett (3. nap) | Kiesett (3. nap) | Kiesett (3. nap) | Kiesett (3. nap) | Kiesett (3. nap) | Kiesett (3. nap)  |                   |
|         |                  |                  |                  |                  |                  |                  |                   |                   |